# 華景街
華景街（英語：Wah King Street）位於香港港島是一條環繞華富邨北部的街道，北端與華富道近培英中學連接，南面連接華林徑近華富閣。中段近華富（北）巴士總站與華康街、華翠街及華昌街交滙。多條巴士及專線小巴路線均途經華景街，方便華富（二）邨的居民。

## 歷史
華富（二）邨於1970年起分階段完工，有見屋邨人口增加，當局於1978年在華景街加設巴士總站。
華富邨重建工程於2021年中展開，上述巴士總站與北面山坡範圍被劃為5幅遷置用地之一。

## 沿途建築
- 華翠樓
- 華景樓
- 華興樓
- 東華三院鶴山學校
- 明德學院
- 華富閣